# Thomas Davis (Footballspieler)

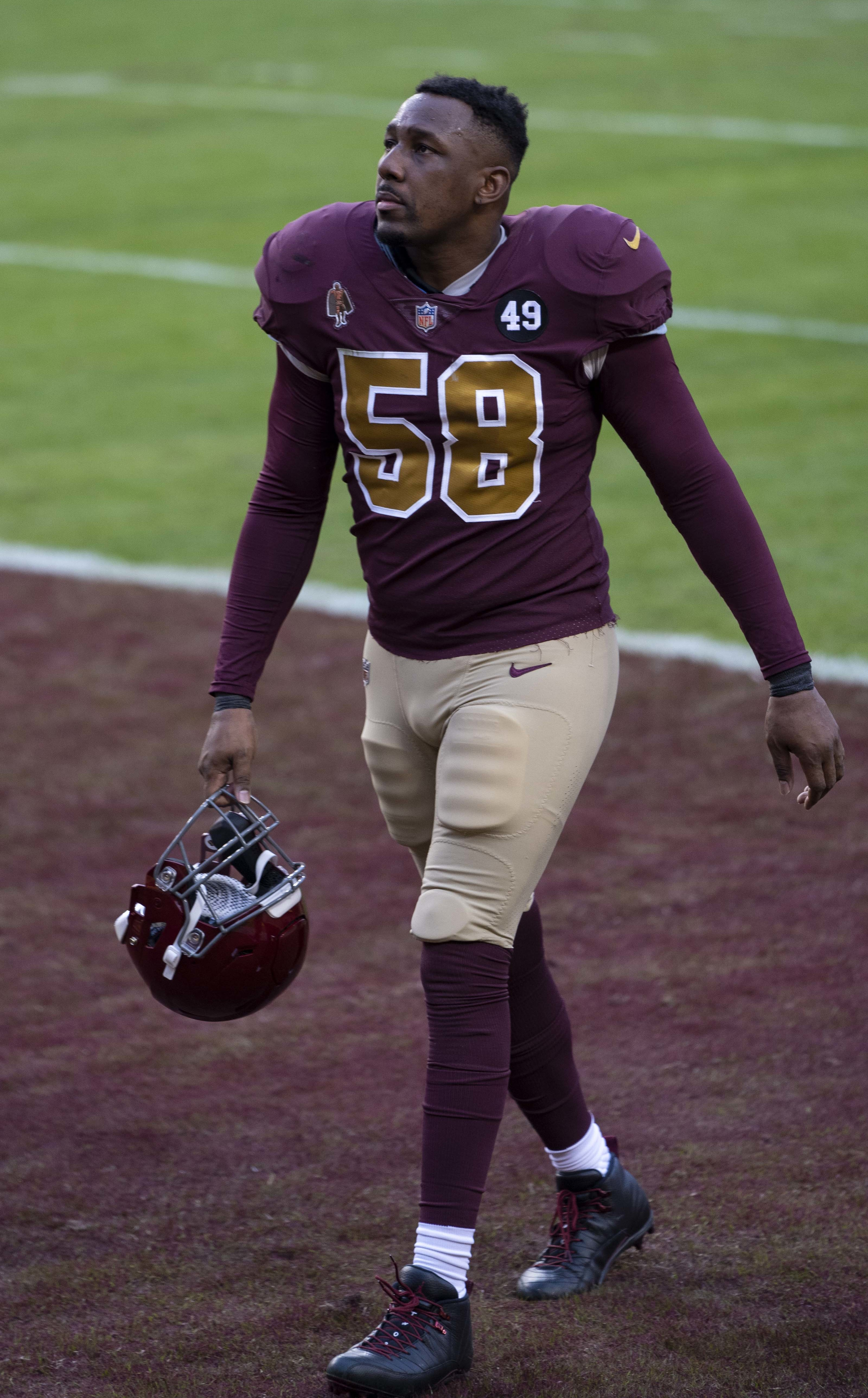
Thomas Davis (2020)

Thomas Antonio Davis (* 22. März 1983 in Shellman, Georgia) ist ein ehemaliger US-amerikanischer American-Football-Spieler in der National Football League (NFL). Er spielte von 2005 bis 2018 für die Carolina Panthers als Outside Linebacker, bevor er 2019 zu den Los Angeles Chargers wechselte. In der Saison 2020 spielte er für das Washington Football Team.

## Karriere

### College
Davis ließ schon früh sportliches Talent erkennen und spielte in der Highschool neben Football noch Basketball und Baseball, außerdem gehörte er dem Leichtathletik-Team an. Er besuchte die University of Georgia und spielte zwischen 2002 und 2004 für deren Mannschaft, die Bulldogs, auf verschiedenen Positionen in der Defense erfolgreich College Football.

### NFL

#### Carolina Panthers
Beim NFL Draft 2005 wurde er in der 1. Runde als insgesamt 14. Spieler von den Carolina Panthers ausgewählt. Er wurde eigentlich als Safety geholt, aber noch in der Vorbereitung zum Linebacker umgeschult und kam in seiner Rookiesaison bereits in allen 16 Partien zum Einsatz. Seit 2006 ist er Starter.
Davis hatte wiederholt Kreuzband-Probleme, weswegen er 2009 nur sieben, 2011 nur zwei Spiele bestreiten konnte und die Spielzeit 2010 komplett ausfiel. Er erholte sich aber wieder und blieb seither von Verletzungen verschont. 2012 unterschrieb er einen neuen Vertrag und verzichtete auf 3,8 Millionen US-Dollar, um bei den Panthers bleiben zu können, die andernfalls Probleme mit der Salary Cap gehabt hätten.
In den Saisons 2015, 2016 und 2017 wurde er jeweils in den Pro Bowl berufen.
Im April 2018 verhängte die Liga für die kommende Spielzeit eine Sperre von vier Spielen wegen Verstoßes gegen die Doping-Richtlinien über Davis.

#### Los Angeles Chargers
Nach 14 Spielzeiten für die Carolina Panthers wurde Davis erstmals in seiner Karriere Free Agent und entschied sich im März 2019, zu den Los Angeles Chargers zu wechseln, da er dort die besseren sportlichen Perspektiven bei einem potentiellen Super-Bowl-Kandidaten sah. In seiner Saison für die Chargers gelangen ihm 112 Tackles.

#### Washington Football Team
Ende März 2020 wechselte Davis zum Washington Football Team, das zu diesem Zeitpunkt noch den Namen Redskins trug, bevor der Namenswechsel vor Saisonbeginn stattfand. Vor dem letzten Spiel der Regular Season 2020 gab Davis bekannt, dass er seine Karriere zum Saisonende beenden wird. Im März 2021 unterschrieb er einen Vertrag für einen Tag in Carolina, um als Spieler der Carolina Panthers seine Karriere zu beenden.